# 山西临猗男孩失联死亡案
山西临猗男孩失联案，是指山西运城市临猗县在2023年5月发生的一起儿童失联，后发现死亡事件。

## 經過
2023年5月4日，临晋镇居民谢某某向临猗县公安局报案，称其儿子张某某5月3日凌晨离家出走，请求临猗县公安局帮助寻找。据网传的寻人启事显示，走失男孩名叫张某侨，出生于2012年9月，失踪时上身穿橘色、黑色格子两件衣服，下身穿墨绿色裤子，脚穿蓝色运动鞋，携带书包。
2023年5月8日，临猗县公安局就该事件发布协查通报称，2023年5月4日，临猗县公安局接到谢某多报案称：5月3日凌晨，其儿子张某侨在临猗县临晋镇下豆氏村离家出走至今未归，要求公安机关协助查找。请各部门及广大群众在日常工作生活中注意发现，如有线索请与临猗县公安局刑侦大队联系。公安机关经核实后将给予1万元奖励。
2023年5月23日22日下午，潮新闻记者从当地镇政府和派出所获悉，截至目前还未找到失踪男孩，搜寻工作仍在进行中。
2023年5月23日，临猗县公安局称找到失踪人员张某某，已确认死亡。 男孩被发现的地点是下豆氏村的公共墓地，有数十个墓碑。警方曾带领嫌疑人谢某某和王某某前往此处指认现场。这片墓地距离男孩生父所在的冯家卓村距离5公里左右，此前男孩亲属曾找到此处，发现男孩继父家祖坟有些异常，想挖坟查看被制止。男孩亲属在接受采访时表示，男孩遗体上有烫伤、骨折。其生母和继父谢某某、王某某作为犯罪嫌疑人已被临猗县公安局抓获，案件正在进一步侦办中。
2023年5月24日晚，张某某在生父张某栋老家冯家卓村下葬，许多村民自发围在路边，为其送别。
2023年5月26日，经法医尸检，孩子的两排肋骨疑被用脚踩断，牙齿也被打掉，两侧耳朵被打出血。男孩张某某被害后，嫌疑人用塑料袋将孩子尸体裹上，并缠上胶带后埋在坟地里，因天气炎热，孩子的尸体已经腐烂。